# Strip Me
Albums de Natasha Bedingfield
Pocketful of Sunshine
Strip Me est le quatrième album de la chanteuse anglaise Natasha Bedingfield. Il est sorti le 7 décembre 2010 aux États-Unis.

## Liste des titres
1. Little too mush
2. All I need feat. Kevin Rudolf
3. Strip me
4. Neon lights
5. Weightless
6. Can't fall down
7. Try
8. Touch
9. Run-run-run
10. Break thru
11. No Mozart
12. Recover
13. Weightless (less is more version)